# دخيل إنجليزي

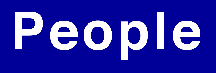

الدخيل الإنجليزي، (بالإنجليزية: Anglicism)‏، هو أي من الألفاظ والمعاني الإنجليزية المنقولة إلى اللغات الأخرى.